# Šternov
Šternov je místní částí městyse Divišova; a nachází se tři kilometry severovýchodně od něj. Leží v katastru Měchnov. Pod Šternov spadá samota Brtnice a motorest u Rybiček, kde tyto objekty přímo sousedí s dálnicí D1 východně od Šternova. Vede tudy cyklotrasa z Divišova k hradu Český Šternberk. Dále zde byla vyznačena turistická žlutá trasa, která byla v roce 2015 prodloužena z Čenska do Českého Šternberka, kde přímo tato turistická trasa vede kolem vodopádů na Šternovském potoce.

## Historie
První písemná zmínka o vesnici pochází z roku 1413.
Podle vesnice je pojmenován i sjezd z dálnice D1 na jejím 41 km.

## Galerie

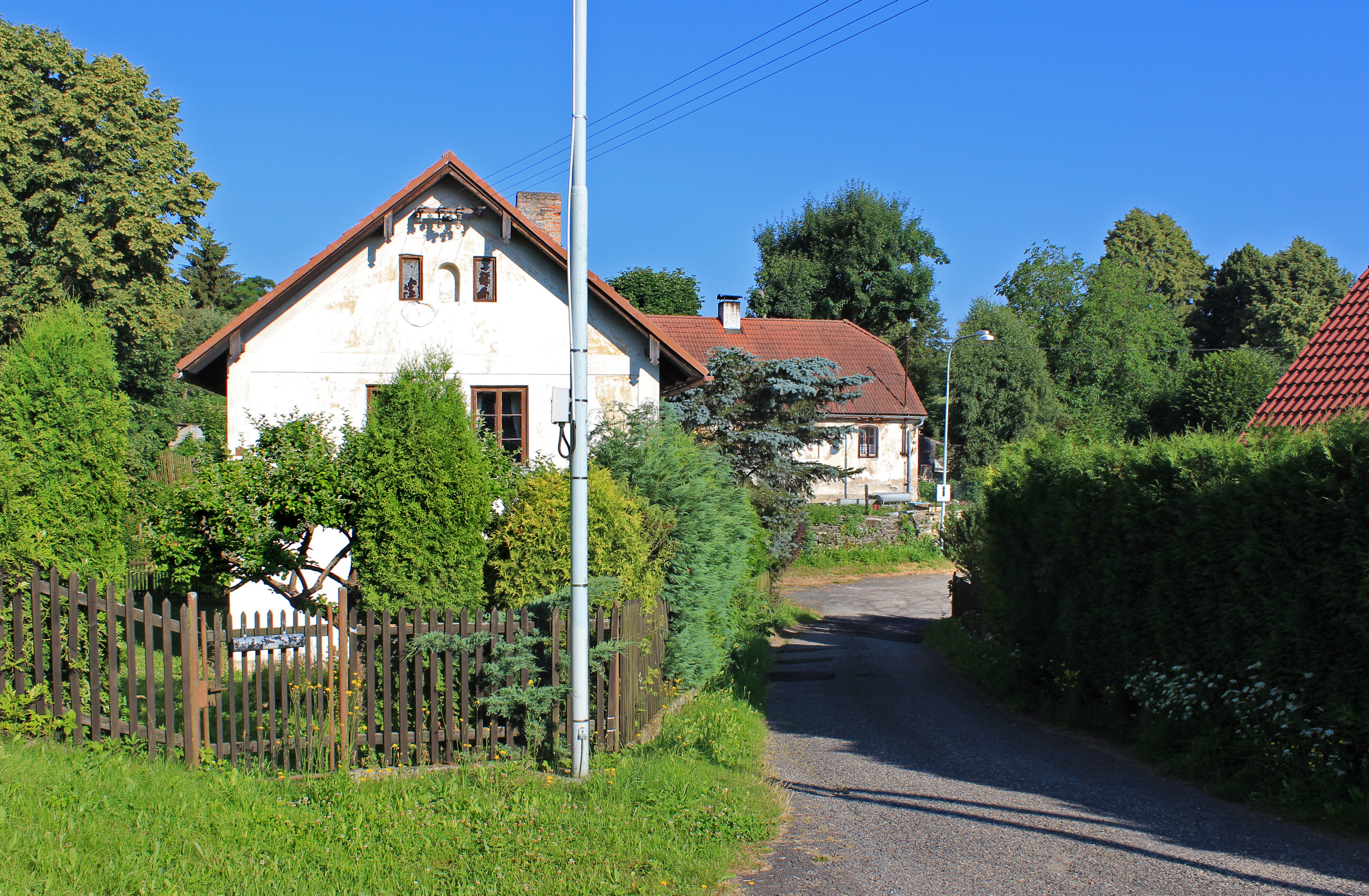
Západní část vesnice
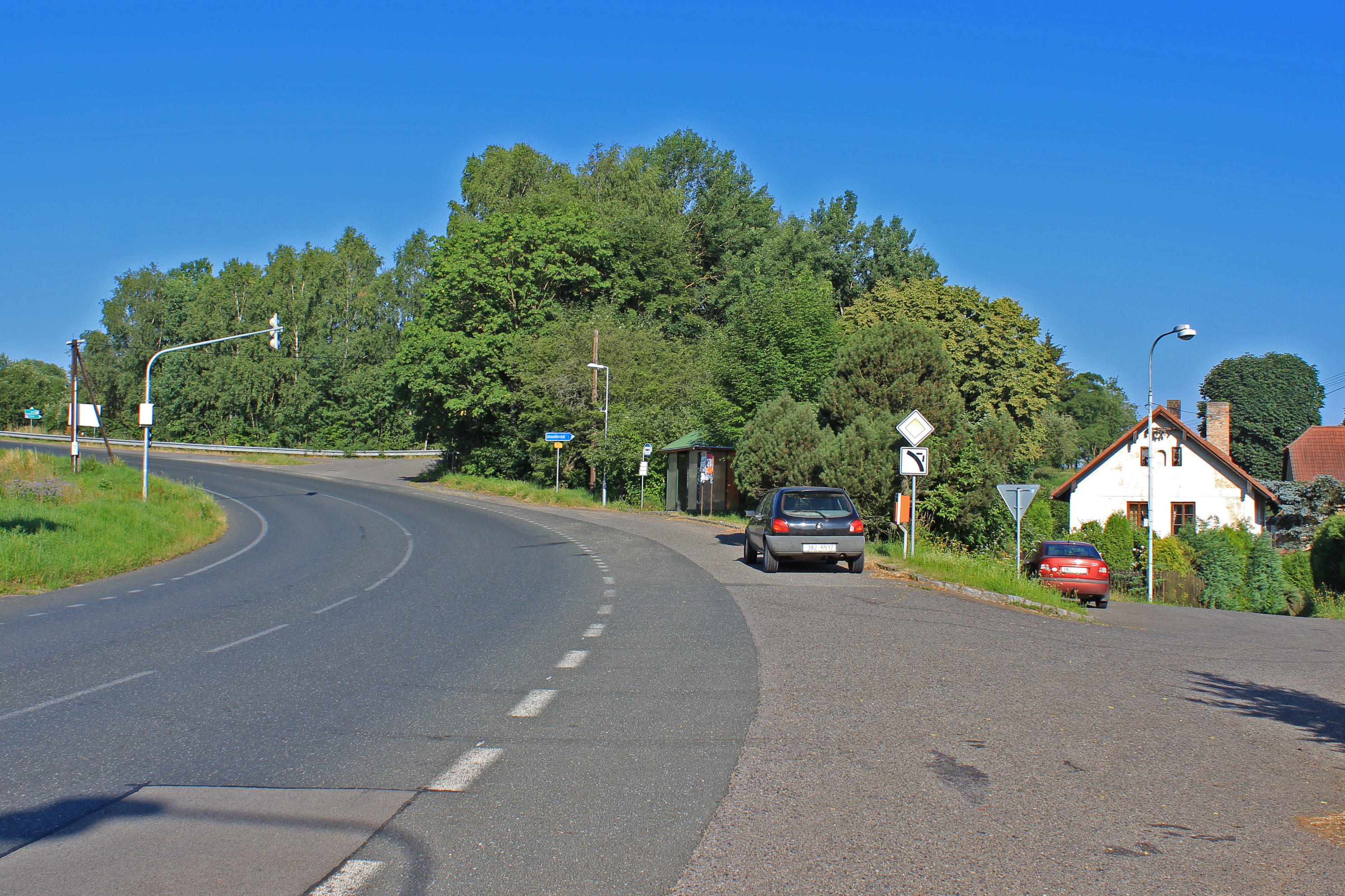
Silnice II/111 směrem k dálnici D1
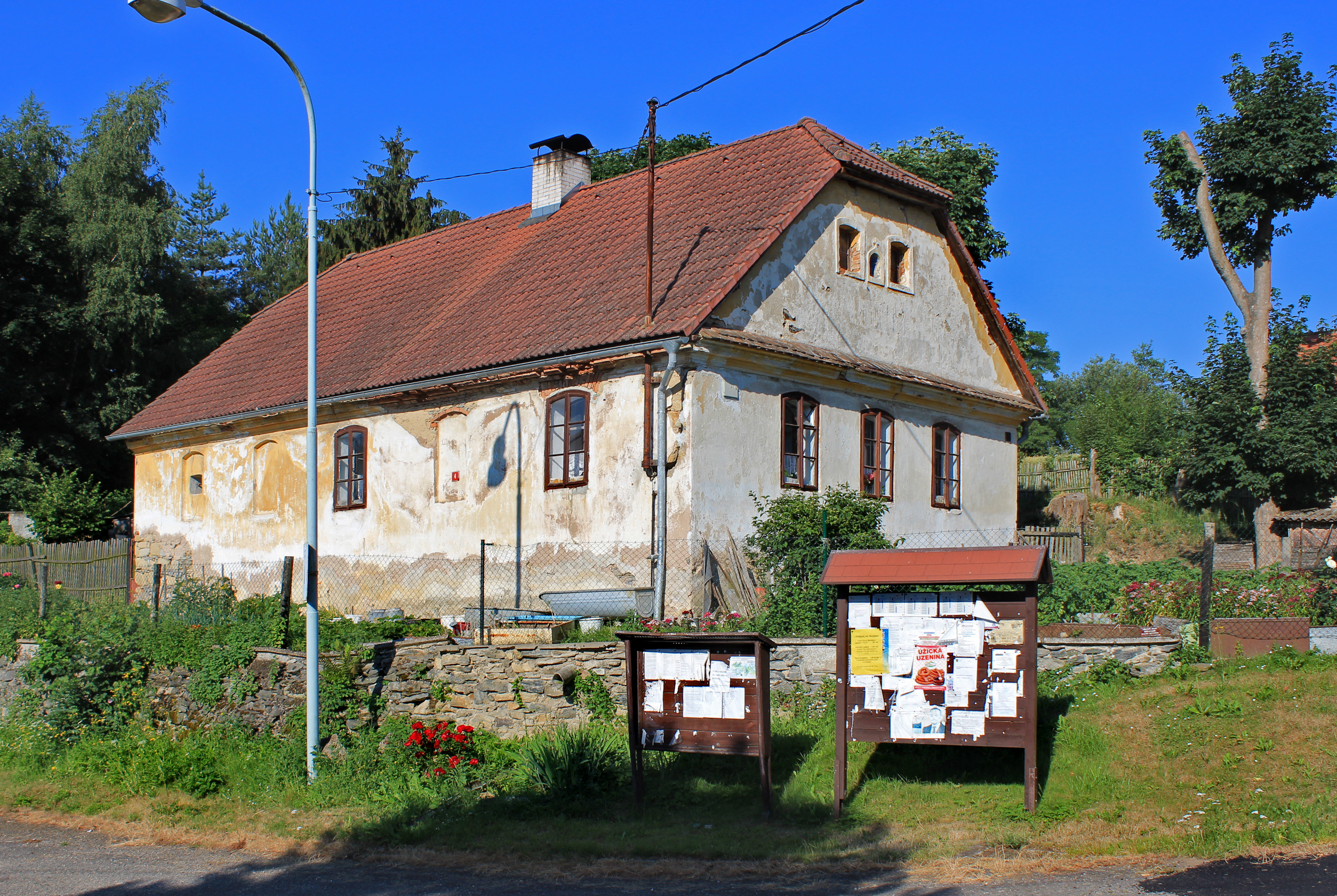
Dům čp. 4